# Kirin Cup 1999
De Kirin Cup 1999 was de 20e editie van de Kirin Cup. Het toernooi werd gehouden van 30 mei tot en met 6 juni 1999, het werd gespeeld in Japan. De winnaar van dit toernooi waren België en Peru, zij wonnen dit toernooi beiden voor 1e keer. Omdat ze gelijk eindigden in de poule wonnen ze het toernooi samen.

## Eindstand
| Pos | Land   | Wed | Win | Gel | Ver | DV | DT | +/− | Pnt |
| --- | ------ | --- | --- | --- | --- | -- | -- | --- | --- |
| 1   | België | 2   | 0   | 2   | 0   | 1  | 1  | 0   | 2   |
| 2   | Peru   | 2   | 0   | 2   | 0   | 1  | 1  | 0   | 2   |
| 3   | Japan  | 2   | 0   | 2   | 0   | 0  | 0  | 0   | 2   |

## Wedstrijden
|                                |                   |       |                    |                           |
| 30 mei 1999 «onderlinge duels» | Peru              | 1 – 1 | België             | Kyoto Toeschouwers: 9.262 |
| 30 mei 1999 «onderlinge duels» | Flavio Maestri 6' |       | 28' Stefaan Tanghe | Kyoto Toeschouwers: 9.262 |

|                                |       |       |        |                            |
| 3 juni 1999 «onderlinge duels» | Japan | 0 – 0 | België | Tokio Toeschouwers: 55.000 |
| 3 juni 1999 «onderlinge duels» |       |       |        | Tokio Toeschouwers: 55.000 |

|                                |       |       |      |                               |
| 6 juni 1999 «onderlinge duels» | Japan | 0 – 0 | Peru | Yokohama Toeschouwers: 67.000 |
| 6 juni 1999 «onderlinge duels» |       |       |      | Yokohama Toeschouwers: 67.000 |

| Winnaar Kirin Cup 1999 |
| ---------------------- |
|                        |
| Peru 1e titel          |

| Winnaar Kirin Cup 2000 |
| ---------------------- |
|                        |
| België 1e titel        |